# Шкот Микола Якович
Шкот Микола Якович (26 грудня 1828, Костромська губернія — 1 вересня 1870, Санкт-Петербург) — учасник Кримської війни і оборони Севастополя, під час якої був важко поранений.

Один із засновників Владивостока, начальник південної гавані. Капітан I рангу.
Брат П. Я. Шкота.

## Біографія
Закінчив Морський кадетський корпус і в 1848 році отримав звання мічмана.
У 1856 році став старшим офіцером корабля-транспорту «Японець» в званні лейтенанта. В кінці року прийняв новий пароплаво-корвет «Америка», а 6 червня 1857 року передав його Чихачову М. М . В званні капітан-лейтенанта повернувся командиром на транспорт «Японець». На транспорті займався доставкою постачання в споруджувані пости і проводив гідрографічні роботи на південному узбережжі Уссурійського краю (сучасна територія Приморського краю і Затоки Петра Великого).

## Пам'ять
На честь М. Я. Шкота названі селище і станція, острів Шкота, півострів Шкота, річка Шкотовка, район Приморського краю, а також мис недалеко від селища Ольга.